# Палука від Падуки
«Палука від Падуки» (англ. Palooka from Paducah) — короткометражна комедія 1935 року з Бастером Кітоном в головній ролі.

## Сюжет
Сільська сім'я, убиті горем від сухого закону, вирішують видати найбільшого брата за професійного борця.

## У ролях
- Бастер Кітон — Джим Ділтз
- Джо Кітон — Па Ділтз
- Майра Кітон — Ма Ділтз
- Луїза Кітон — сестра Ділтз
- Дьюї Робінсон — Елмер Ділтз
- Булл Монтана — Білфрог Краус